# Roze Maandag

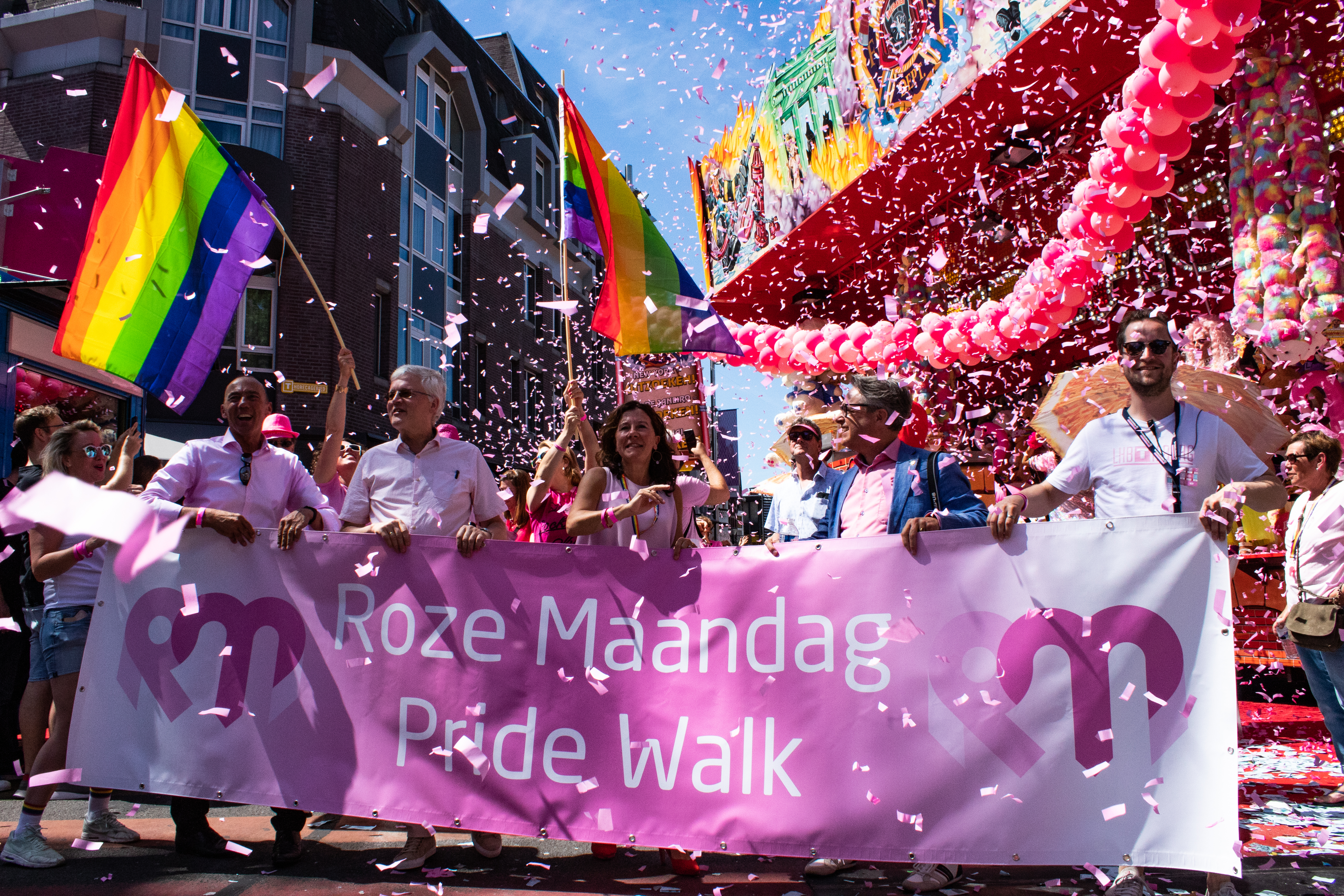
Roze Maandag in 2019 op de Tilburgse Kermis

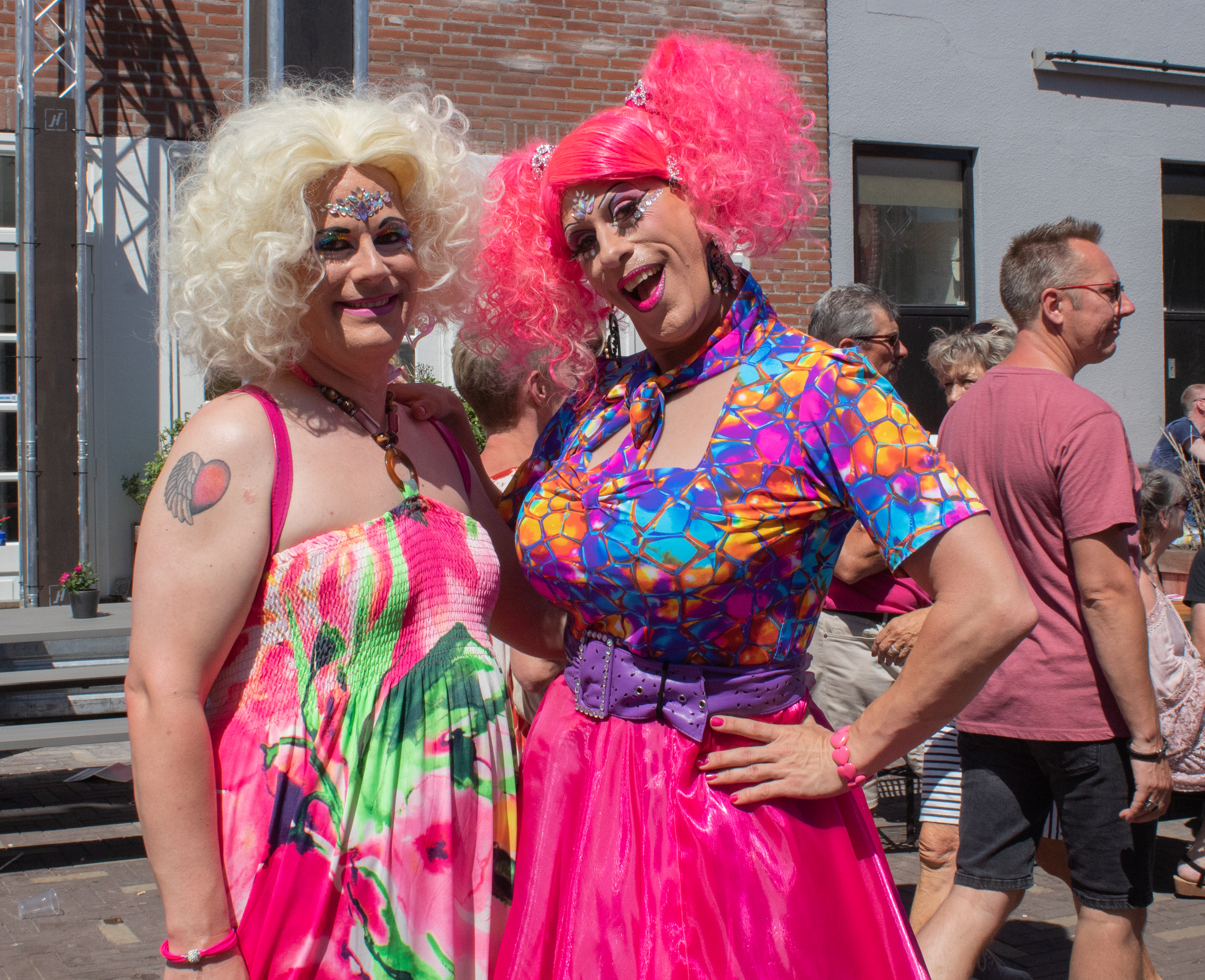
Roze Maandag in 2019 op de Tilburgse Kermis

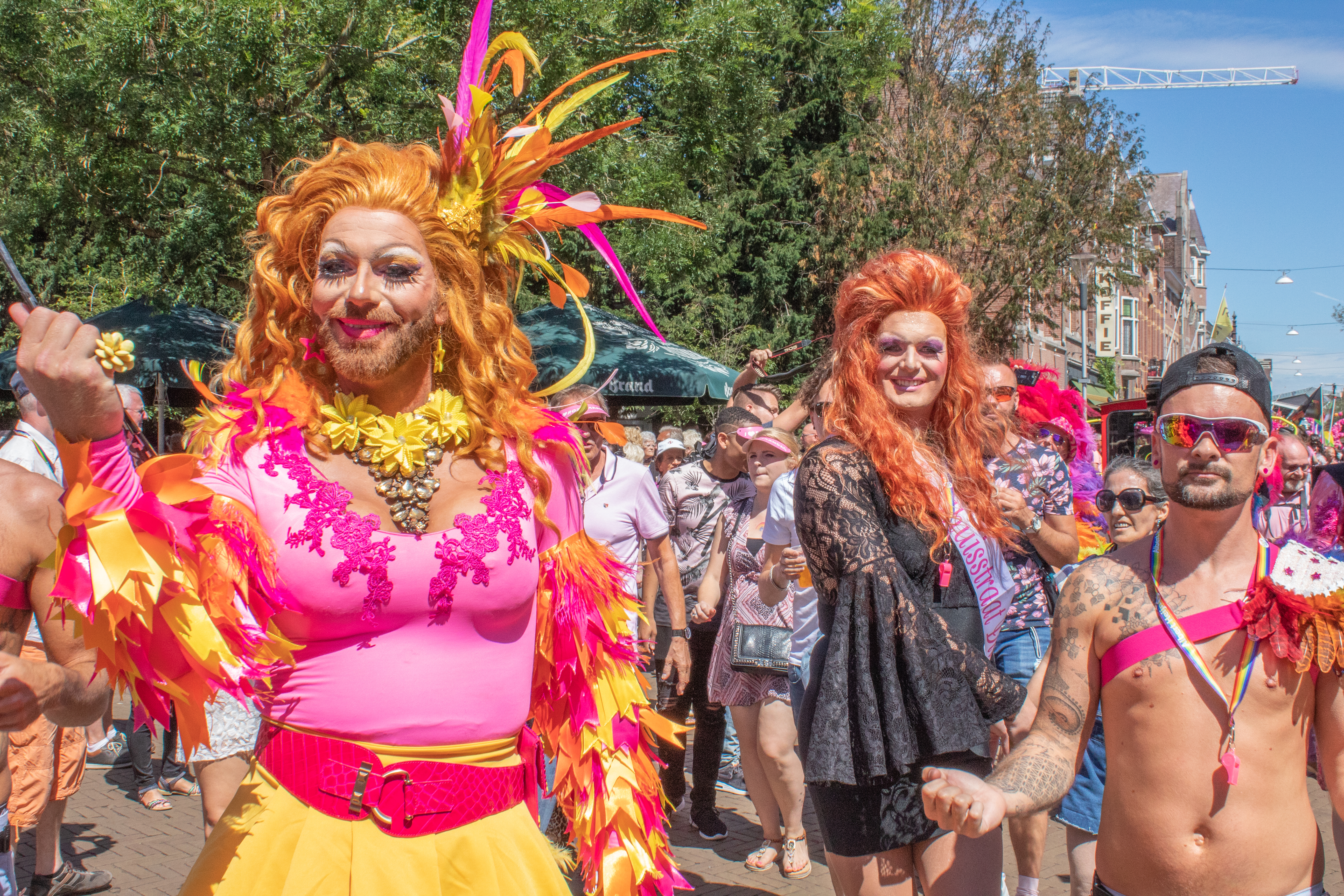
Roze Maandag 2019 in Tilburg

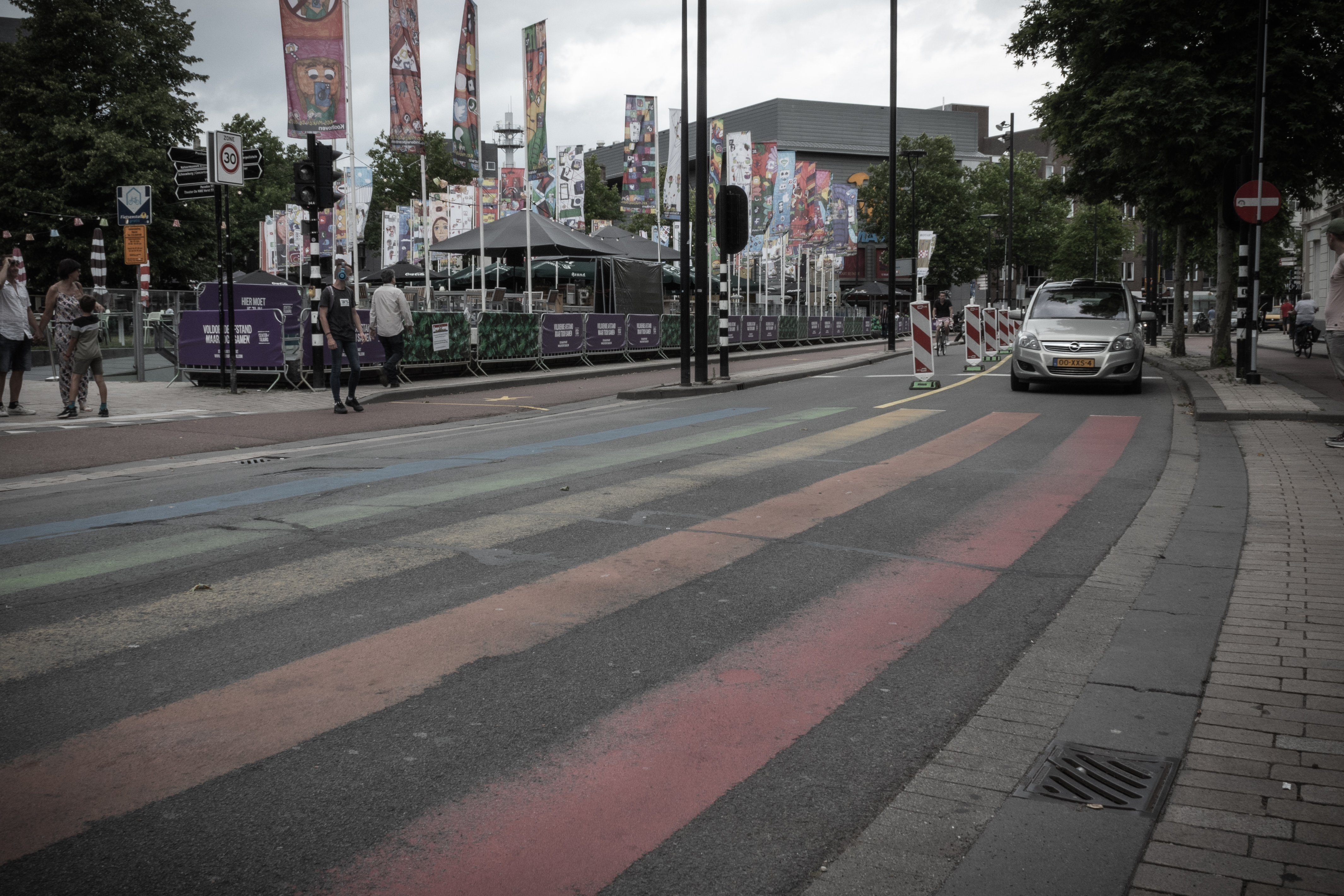
Het Regenboog zebrapad in Tilburg ter gelegenheid van het 20 Jarig jubileum van Roze maandag

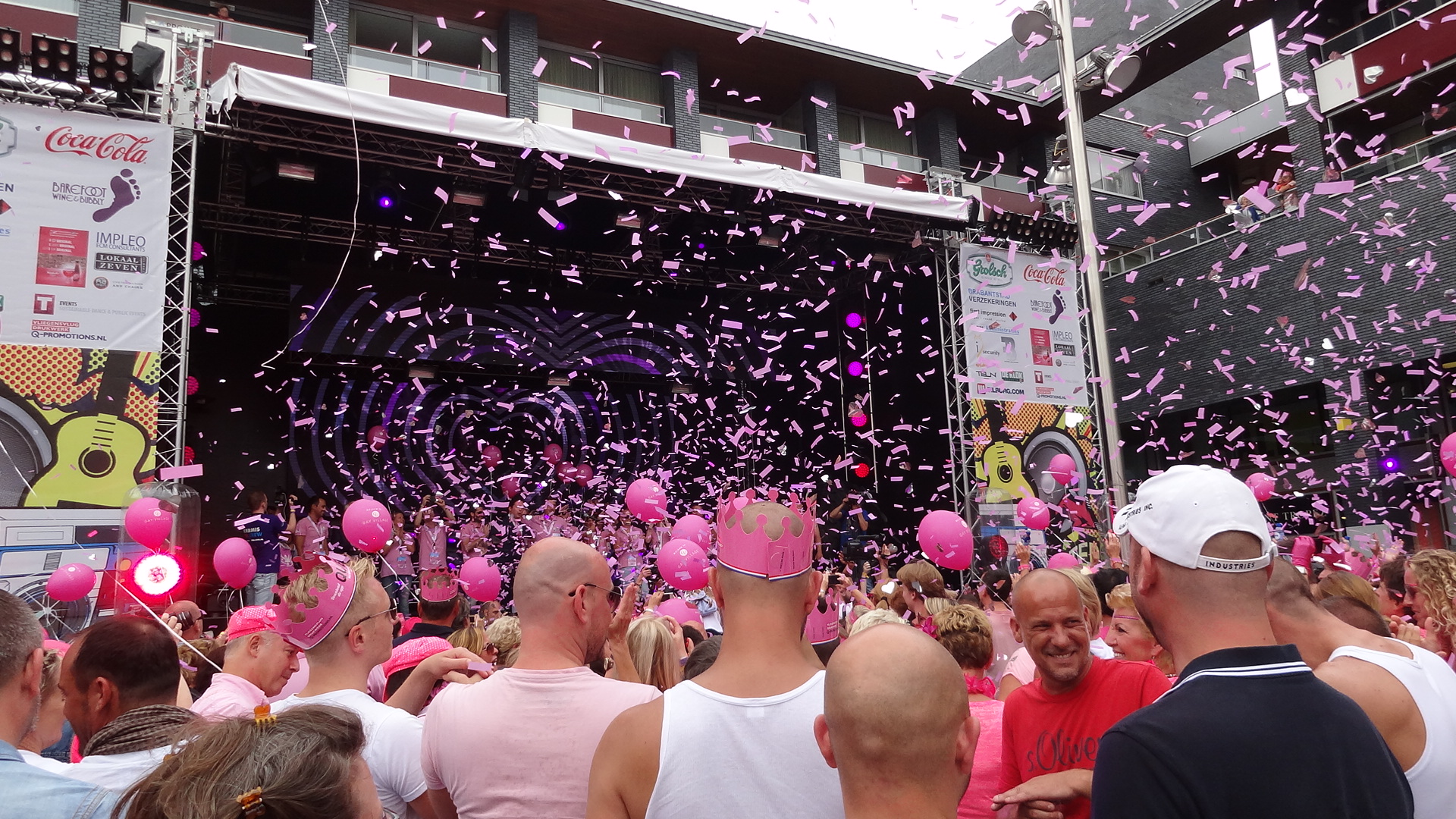
Opening van de Roze maandag in 2014

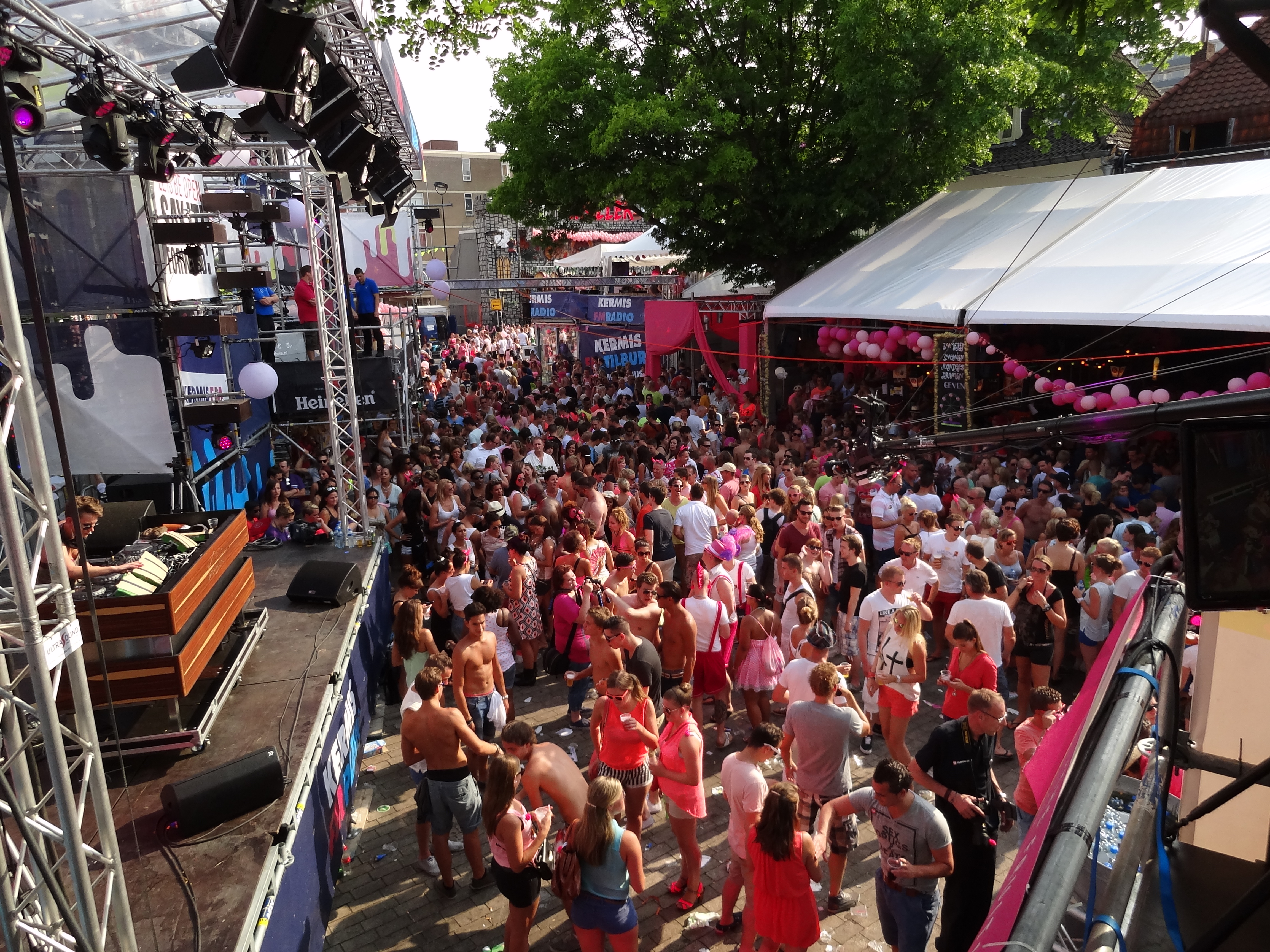
Roze Maandag op het Kermis FM-plein

Roze Maandag is een evenement voor homo- en biseksuelen, lesbiennes en transgenders (lhbt'ers) dat jaarlijks plaatsvindt in juli op de eerste maandag van de Tilburgse Kermis. Het feest ontstond in 1990 en trekt elk jaar tussen de 250.000 en 300.000 bezoekers, waarmee dit het grootste Nederlandse pride evenement buiten Amsterdam is.
Roze Maandag omvat een reeks van gratis toegankelijke activiteiten, waaronder een Pride Walk door de binnenstad (voorheen Roze Karavaan), roze aangeklede kermisattracties, DJ-optredens en binnen- en buitenfeesten in en rondom de horeca. Ook werden er tijdens een aantal edities roze wuppies verkocht ten bate van het Aids Fonds.

## Geschiedenis
Waarschijnlijk werd tijdens de Tilburgse Kermis van 1990 voor het eerst een "Nichtenavond" gehouden bij het onderdeel Nostalgische Kermis op en rond de Stadhuisstraat. Voor redacteur Hans van Velde van de Gay Krant, die destijds verantwoordelijk was voor de homo- en lesbische agenda op Teletekst, viel er vanwege de zomerperiode niets te melden. Omdat hoofdredacteur Henk Krol die avond bij de Tilburgse Kermis was, plaatste Van Velde voor de grap de aankondiging "Nostalgische kermis, Stadhuisplein, nichtenavond" op de teletekstagenda om vervolgens bij Krol na te vragen of het niet opvallend druk werd.
Inderdaad kwamen er onverwacht veel homo's op de normaliter nogal rustige Nostalgische Kermis af. De gemeente en homocafé De Popcorn waren echter bevreesd voor antihomoseksueel geweld en daarom aanvankelijk niet blij met een openbaar homo-evenement. Na het spontane feest in 1990 vond op 22 juli 1991 de eerste "officiële" editie van Roze Maandag plaats, waarbij de naam ook refereerde aan de Rosenmontag van het Duitse carnaval. Het werd zo succesvol dat de Gay Krant en de Tilburge homohoreca voor de organisatie en promotie van het evenement de Stichting Roze Maandag oprichtten.
In 1992 komt de Gay Krant met een speciale bijlage over Roze Maandag, waardoor er zo'n 20.000 bezoekers op af komen, deels met speciale bussen vanuit Antwerpen, Amsterdam en Rotterdam. Eigenaar Manfred Langer van de roemruchte Amsterdamse homodiscotheek iT komt eveneens met enkele bussen naar het evenement in Tilburg en diens extravagante gevolg haalt de journaals van de NOS en RTL. Roze Maandag wordt dan al snel het drukstbezochte onderdeel van de Tilburgse Kermis.
Tot 2015 huurde de gemeente Tilburg 5 jaar lang voor 12.000 euro een trein van de NS om onder de naam Roze Maandag Express bezoekers vanuit Amsterdam, Utrecht en Den Bosch naar het evenement te brengen. De trein zelf, met live-optredens aan boord, leverde echter te weinig publiciteit op om het de kosten waard te maken.
Roze Maandag wordt niet alleen door homo's, maar ook door veel hetero's bezocht die naar de travestie-artiesten of naar andere spraakmakende optredens kwamen kijken, zoals bijvoorbeeld in 1995, toen twee geheel naakte vrouwen op een podium optraden. Dergelijke acts vinden tegenwoordig niet meer plaats en ook over het algemeen wordt het karakter van Roze Maandag als braver aangemerkt. Roze Maandag kenmerkt zich door de menging van bezoekers, in tegenstelling tot de Pride Amsterdam is er geen fysieke afstand.
Als cadeau voor het 25-jarig bestaan van de stichting die de Roze Maandag organiseert, liet de gemeente Tilburg in juli 2015 een regenboogzebrapad in de stad aanleggen.
In 2020 en 2021 ging Roze Maandag niet door vanwege de coronacrisis. In 2020 werden evenementen tot 1 september verboden en in 2021 was er geen Roze Maandag, vanwege de nog geldende afstandsmaatregelen. Het 30-jarig jubileum van het evenement vond daarom in 2022 plaats.